# Dichomitus mexicanus
Dichomitus mexicanus är en svampart som först beskrevs av Leif Ryvarden, och fick sitt nu gällande namn av Ryvarden 2007. Dichomitus mexicanus ingår i släktet Dichomitus och familjen Polyporaceae.   Inga underarter finns listade i Catalogue of Life.